# Herberts Bērtulsons
Herberts Bērtulsons (ur. 14 września 1903 w Rydze, zm. 14 lutego 1942 w Rosji) – łotewski narciarz alpejski.
Brał udział w zawodach kombinacji alpejskiej na igrzyskach w 1936, ale ich nie ukończył. Był najstarszym łotewskim narciarzem alpejskim na tych igrzyskach.
Był także politykiem.
10 września 1940 został aresztowany, a 14 lutego 1942 rozstrzelany przez NKWD.